# Dai Xi
Dai Xi (Chinees: 戴熙) (1801 – 1860) was een Chinese kunstschilder. Zijn bijnaam was Chunsi (醇士) of “Zuivere Geleerde” en zijn schrijversnaam was onder andere Yu’an (榆庵) of “Iepen Rustoord”.

## Leven
Dai Xi was inwoner van Qiantang (钱塘), nabij het culturele centrum Hangzhou, hoewel hij vele jaren in Guangzhou was. In 1832 trad hij toe tot de officiële dienst en werd lid van de Hanlin-academie. Later werd hij vice minister van oorlog, hoewel hij afwezig was wegens ziekte.
Gedurende de Taipingopstand in 1860 was Hangzhou bezet door de rebellen. Dai sloot zich aan bij de stadsverdediging en pleegde later zelfmoord door zichzelf in een vijver te verdrinken. Dai werd na zijn dood de titel Wenjie (cultureel en bescheiden) gegeven. Dai schilderde zoals de academische meester Wang Hui uit de voorgaande eeuw, hoewel van Dai Xi werd gezegd dat hij de meester had overtroffen in artistieke elegantie. Zijn werk is vergelijkbaar met dat van zijn tijdgenoot Tang Yifen en samen werden ze "Tang-Dai" genoemd. Zijn werken bevatten een mix van genre-onderwerpen zoals landschappen, planten en mensen. In 1920 en 1934 werden werken van hem in China gepubliceerd.
Dai Xi was ook een muntenverzamelaar. Hij publiceerde een werk van drie banden over dit onderwerp: “Guchuan zonghua" (古泉丛话).
- Gemeinsame Normdatei: 1116990601
- Library of Congress Control Number: no2012000234
- National Gallery of Victoria: 24871
- Union List of Artist Names: 500115667
- Virtual International Authority File: 78529529